# Paper Bag Records
Paper Bag Records est un label musical indépendant canadien fondé en 2002, basé à Toronto.

## Récompenses et nominations
Prix Juno
| Année | Nommé / œuvre                               | Catégorie                             | Résultat   |
| ----- | ------------------------------------------- | ------------------------------------- | ---------- |
| 2003  | Broken Social Scene You Forgot It in People | Alternative Album of the Year         | Lauréat    |
| 2004  | Stars Heart                                 | Alternative Album of the Year         | Nomination |
| 2008  | Tokyo Police Club Cheer It On               | Video of the Year                     | Nomination |
| 2012  | Austra Feel It Break                        | Electronic Album of the Year          | Nomination |
| 2012  | Cuff The Duke Morning Comes                 | Adult Alternative Album of the Year   | Nomination |
| 2012  | The Rural Alberta Advantage Stamp           | Video of the Year                     | Nomination |
| 2012  | The Rural Alberta Advantage                 | New Group of the Year                 | Nomination |
| 2013  | Elliott BROOD Days Into Years               | Roots & Traditional Album of the Year | Lauréat    |
| 2014  | Born Ruffians                               | Breakthrough Group of the Year        | Nomination |
| 2014  | Yamantaka//Sonic Titan UZU                  | Alternative Album of the Year         | Nomination |
| 2015  | Elliott BROOD Work And Love                 | Roots & Traditional Album of the Year | Nomination |
| 2017  | Sarah Neufeld The Ridge                     | Instrumental Album of the Year        | Nomination |

Prix de musique Polaris
| Année | Nommé / œuvre                                     | Catégorie           | Résultat   |
| ----- | ------------------------------------------------- | ------------------- | ---------- |
| 2006  | The Deadly Snakes Porcella                        | Polaris Music Prize | Nomination |
| 2011  | Austra Feel It Break                              | Polaris Music Prize | Nomination |
| 2012  | Yamantaka // Sonic Titan Yamantaka // Sonic Titan | Polaris Music Prize | Nomination |
| 2013  | Young Galaxy Ultramarine                          | Polaris Music Prize | Nomination |
| 2014  | Yamantaka // Sonic Titan UZU                      | Polaris Music Prize | Nomination |

MuchMusic Video Awards 
| Année | Nommé / œuvre                 | Catégorie                             | Résultat   |
| ----- | ----------------------------- | ------------------------------------- | ---------- |
| 2007  | Tokyo Police Club Cheer It On | Best Independent Video                | Lauréat    |
| 2011  | You Say Party Lonely's Lunch  | Best Independent Video                | Nomination |
| 2011  | You Say Party Lonely's Lunch  | Director of the Year - Sean Wainsteim | Lauréat    |

Plug Awards (en),
| Année | Nommé / œuvre                              | Catégorie                          | Résultat   |
| ----- | ------------------------------------------ | ---------------------------------- | ---------- |
| 2007  | Tokyo Police Club Nature of the Experiment | Song of the Year                   | Nomination |
| 2007  | Tokyo Police Club                          | New Artist of the Year             | Nomination |
| 2008  | Sally Shapiro Disco Romance                | Dance/Electronic Album of the Year | Nomination |
| 2008  | Sally Shapiro                              | Female Artist of the Year          | Nomination |

Western Canadian Music Awards (en) 
| Année | Nommé / œuvre        | Catégorie                  | Résultat |
| ----- | -------------------- | -------------------------- | -------- |
| 2010  | You Say Party / XXXX | Rock Recording Of The Year | Lauréat  |